# ザ・ビッグプロレスリング
『ザ・ビッグプロレスリング』 (THE BIG PRO WRESTLING!) は、テクノスジャパンが開発し、1983年12月よりアーケードにて稼働したデータイーストのプロレスゲーム。
日本国外では『Tag Team Wrestling』（タッグ・チーム・レスリング）のタイトルで稼働し、1986年にApple II、コモドール64、PC booterに移植され発売された。
その後、4月2日にはナムコ（後のバンダイナムコエンターテインメント）からファミリーコンピュータ用ゲームソフト『タッグチームプロレスリング』として発売された。

## 概要
本作は世界初のプロレスを題材としたコンピュータゲームである。
本作は制作にあたって「新日本プロレス、全日本プロレス両社から承認を受けている」とされている。
ゲーム開始時にはレスラーの入場シーンがあり、アントニオ猪木の入場テーマ曲である「炎のファイター」（1977年）が使用されている。また、試合開始前にはリングアナウンサーによる選手紹介が行われるが、音声はない。
その他、体力ゲージが消耗すると動きが遅くなることや、場外乱闘の存在、また場外乱闘時にランダムで乱入レスラーが現れるなどプロレスの細かいギミックを再現している。
なお、本作を開発したテクノスジャパンは、以降も『エキサイティングアワー』（1985年）、『WWFスーパースターズ』（1989年）など多くのプロレスゲームを制作していった。

## ゲーム内容

### システム
キャラクターは、1P側が「ジェミニブラザーズ」のサニーとテリー、CP側がブラッディ・マスクとマッド・ブル・ジャイアントとなっており、タッグマッチとなっている。
敵と組み合うと画面に技の選択肢が表示されるので、3秒以内にボタンの早押しで技を決定。ボタンを押した回数が多いほど大技を繰り出すことができるが、制限時間を過ぎると逆に相手に反撃される。ただしマッド・ブル・ジャイアントは特定の技（パイルドライバー以降）以上の強い技はかけることができず反撃を食らう。キャラクター個人特有の必殺技はない。
リング上で敵と組まないで一定時間が過ぎると、敵が真っ赤に表示され怒り状態になる。敵が怒り状態になった場合は、プレイヤーは必ず攻撃を食らう。高次面になるほど怒り状態になるまでの時間が短くなる。
プレイヤーが技を掛けたり、敵に技を掛けられると体力が消耗するので、左下の自コーナーにいるパートナーの前で決定ボタンを押すと、レスラーが入れ替わる。リング外にいるレスラーの体力は少しずつ回復する。敵レスラーも、体力を消耗すると右上の自コーナーに戻り、タッチして入れ替わり、同様にリング外にいる敵レスラーの体力が回復する。

#### 勝利と敗北
プレイヤーのレスラー、敵レスラーともに体力が設定されており、技をかけることによって相手の体力を減らすことができる。ただし、技を掛けるほうも体力は消耗する（プレイヤーのレスラーの体力は上部のゲージに表示されている）。
ある程度敵の体力を消耗した状態で技を掛けた後に決定ボタンを押すか、敵レスラーの体力を限界まで消耗させると、敵レスラーが倒れプレイヤーのレスラーがフォールを行い3カウントが入ると勝利。
ある程度体力を消耗させた状態で、コブラツイストを掛けると敵レスラーがギブアップして勝利になる（体力が残っているときに掛けると、マッド・ブル・ジャイアントが技のカットを行い、技が解けてしまう）。
場外乱闘で、プレイヤーから敵に技を掛け動けなくするなどでカウント20までにプレイヤーのレスラーがリングに戻り、敵レスラーがリングに上がれないようにすると勝利。
こちらの体力が消耗している状態で、怒り状態の敵と組んでしまうと相手に技を食らった後、フォールされ3カウントが入り敗北してしまう（組んだ時点の自身の体力で敵の攻撃パターンは決まっているので、反撃はできない）。
場外乱闘で、敵に技を掛けられ動けなくなるなどでカウント20までにプレイヤーがリングに戻れず、相手がリングに戻っていると敗北。
場外乱闘で、互いにカウント20までにリングに戻れないと、ドローになるがゲームオーバー。

#### 場外乱闘
リング上で左右の端から一定の距離で特定の技を掛けたり、技を食らって倒れこむアクションを行うと場外に落ちる。ヘッドロック、ウエスタン・ジャブ、チョップでは落ちない（技と位置関係によっては、技を掛けた側だけが落ちることもある）。
場外では敵レスラーがゆっくり腕を上下しながら迫ってくるので、敵レスラーが腕を下げているときに組むと技を掛けることができ、上げているときに組むと鉄柱コーゲキを食らってしまう。
場外乱闘ではたまにCP側のセコンドのレスラー（ターバンを巻いて、サーベルを持っている）が乱入して、プレイヤーのレスラーだけが攻撃を喰らうこともある（このレスラーは、同社の『出世大相撲』にもゲスト出演している)。

### 技

#### 場内
ヘッドロック
キック
ウエスタン・ジャブ
チョップ
ドロップ・キック
ボディ・スラム
エンズイギリ
パイルドライバー
ウエスタン・ラリアット
ブレーン・バスター
ジャーマン・スープレックス
コブラ・ツイスト

#### 場外
ナックル・パート
カラタケワリ
鉄柱コーゲキ

## 移植版
| No. | タイトル                                      | 発売日                  | 対応機種                        | 開発元                 | 発売元                | メディア                  | 型式        | 売上本数 | 備考 |
| --- | --------------------------------------------- | ----------------------- | ------------------------------- | ---------------------- | --------------------- | ------------------------- | ----------- | -------- | ---- |
| 1   | タッグチームプロレスリング Tag Team Wrestling | 1986年4月2日 1986年10月 | ファミリーコンピュータ          | データイースト 酒田SAS | ナムコ データイースト | 320キロビットロムカセット | 13 NPW-4900 | -        |      |
| 2   | Tag Team Wrestling                            | 1986年                  | Apple II コモドール64 PC booter | Quicksilver Software   | U.S. Gold             | フロッピーディスク        | -           | -        |      |

### ファミリーコンピュータ版

#### 概要
「ナムコット ファミリーコンピュータゲームシリーズ」第13弾。プロレスを題材にした斜め見下ろし型のアクションゲームとして発売された。
ゲーム内容は2種類あり、プレイヤーは「リッキーファイターズ (RICKY FIGHTERS)」 となって、「ストロングバッズ (STRONG BADS)」とプロレスのタッグ戦をおこない、勝利してステージを進行していく通常プレイと、2プレイヤーとの対戦プレイがある。
試合のルールは時間制限ありの1本勝負で、フォール3カウント、場外20カウント、ギブアップ、時間切れのいずれかで勝負が決まる。ドロップキックやネックハンギングなどの多彩な技があるが、かけ方は共通で、Aボタンのパンチを相手に当てると相手を制御状態に置くことができ、その状態で3秒以内にBボタンで技の種類を選択し、再度Aボタンでその技が発動する。3秒以内にAボタンを押さないと制御状態が解除される。これは場外においても共通である。各キャラクターにはサソリ固めやブレーンバスターなど、固有の必殺技もある。
技は大別して打撃系と持続系の2種類があり、持続系の技はその技がかかっている間、継続的に体力を奪っていく。体力ゼロの状態でなお持続系の技がかかっているとギブアップとなる。また、左右のロープ近くで技が決まると場外乱闘となる。鉄柱攻撃やゴングによる凶器攻撃など、反則技も用意されている。
「イテー!」「ギブアップ!」といった擬声音の演出がある。

#### ゲーム内容
システム
1. 相手に攻撃を当てる（Aボタン）とヒットマークが出て硬直する。
2. 画面上でカウントダウンが始まるので、この時間内にBボタンを押して技を選択する。
3. 技を選択したら再度Aボタンで決定すると技が発動する。

- 1Pプレイではタッグマッチが計35回戦ある。3回勝利で日本チャンピオン、8回勝利で欧州チャンピオン、15回勝利でアメリカチャンピオン、25回勝利で世界チャンピオン、35回勝利でスーパーチャンピオンとなる。各チャンピオン戦でのリングのグラフィックは、星がプリントされたものに変更される。

勝敗の条件
- 相手の体力が数ドット以下の状態でフォールし3カウント、または特定の固め（バックブリーカー・ネックハンギング、サソリ固め）をかけ、ギブアップを奪う。
- リング外でのリングアウト。

※両者リングアウトもゲームオーバー。
※相手の体力を0にしても簡単に勝てるとは限らない。体力はプレイヤーキャラクターを交代させ休ませることにより、ある程度回復する。
- 時間切れでの引き分けはゲームオーバーとなる。

#### 登場キャラクター
1P側「リッキーファイターズ」
- リッキー

日本マット界の王者。固有の必殺技はサソリ固め。
- ウルトラマシーン

謎の覆面レスラー。固有の必殺技はブレーンバスター。
2P・CP側「ストロングバッズ」
- マスクロス

メキシコの星と呼ばれる赤い覆面をかぶったレスラー。固有の必殺技は延髄斬り。
- ウォーリー

悪の重戦車と恐れられるレスラー。固有の必殺技はウェスタン・ラリアット。

#### 備考
- 当時、ゲームソフトに同梱されたアンケートはがきに応募して抽選で600名限定にゲームソフト『タッグチームプロレスリングスペシャル』が配布されるキャンペーンが行われた。通常版との違いはパッケージのジャケットとゲーム中の音楽、技のかけ方が違っていることである。
- 2P側コントローラのマイク機能を活用できる。2P側のA・Bボタンを押しながら、マイクに向かって叫ぶと、味方がハリセンを持って登場し、相手のフォールを妨害する。

## 評価
| 項目 | キャラクタ | 音楽 | 操作性 | 熱中度 | お買得度 | オリジナリティ | 総合  |
| 得点 | 2.99       | 2.57 | 2.65   | 3.11   | 2.73     | 3.06           | 17.11 |

アーケード版
ゲーメストムック『ザ・ベストゲーム2』（1998年）では『名作・秀作・天才的タイトル』と認定された「ザ・ベストゲーム」に選定され、編集者のMW岩井は「普通ならシングル戦のゲームを作りそうだが、『タッグ』をゲームシステムにしたおかげで、より深みのあるゲームになっている」、「組んだらボタン連打で技を選択・決定するだけ。今では信じられないほどわかりやすい」と評価している。
ファミリーコンピュータ版
ゲーム誌『ファミリーコンピュータMagazine』の読者投票による「ゲーム通信簿」での評価は別記の通り17.11点（満30点）となっている。また同雑誌1991年5月10日号特別付録の「ファミコンロムカセット オールカタログ」では、「いわゆるプロレスゲームとしては最初の作品」、「当時としてはウル技などもあって、プロレスファンに喜ばれた」と紹介されている。